# Штадтпроцельтен
Штадтпроцельтен (нем. Stadtprozelten) — город и городская община в Германии, в земле Бавария. 
Подчинён административному округу Нижняя Франкония. Входит в состав района Мильтенберг и непосредственно подчиняется управлению административного сообщества Штадтпроцельтен, являясь его центром. Официальный код  —  09 6 76 158.
По данным на 31 декабря 2015 года:
- территория —  1086,96 га;
- население  —  1550 чел.;
- плотность населения —  142,6 чел./км²;
- землеобеспеченность с учётом внутренних вод —  7012,65 м²/чел.

## Население

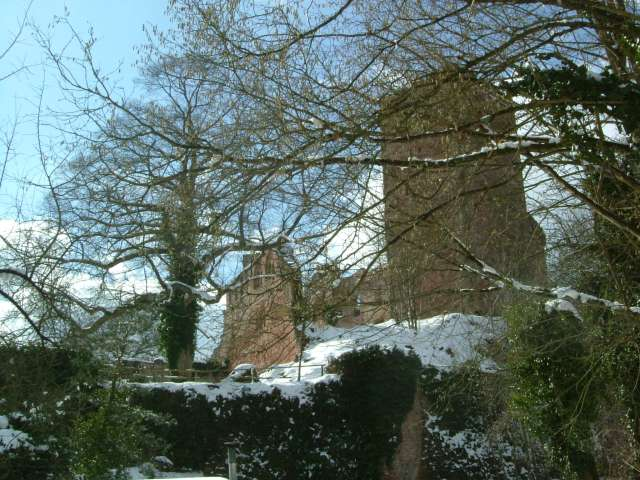
Штадтпроцельтен

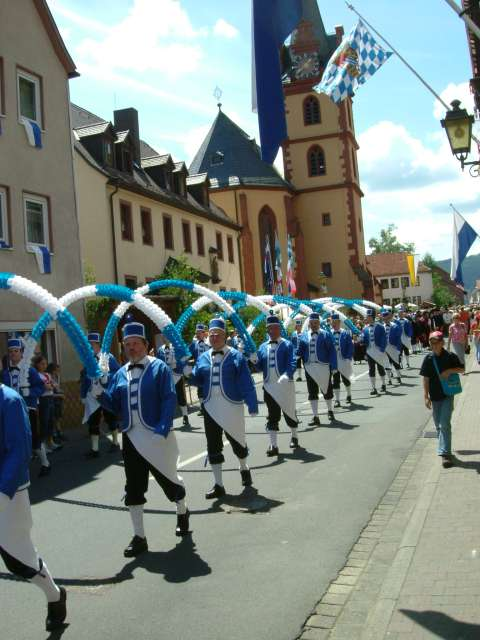
Штадтпроцельтен

По оценке на 31 декабря 2015 года население общины Штадтпроцельтен составляет 1550 чел. 

| Дата      | 1840 | 1871 | 1900 | 1925 | 1939 | 1950 | 1961 | 1970 | 1987 | 2011 |
| --------- | ---- | ---- | ---- | ---- | ---- | ---- | ---- | ---- | ---- | ---- |
| Население | 1189 | 1103 | 1127 | 1074 | 1034 | 1323 | 1334 | 1477 | 1504 | 1563 |

| Год       | 1960 | 1970 | 1980 | 1990 | 2000 | 2009 | 2010 | 2011 | 2012 | 2013 | 2014 | 2015 |
| --------- | ---- | ---- | ---- | ---- | ---- | ---- | ---- | ---- | ---- | ---- | ---- | ---- |
| Население | 1351 | 1492 | 1588 | 1640 | 1805 | 1567 | 1602 | 1583 | 1530 | 1546 | 1504 | 1550 |